# جميع الأمريكيين
جميع الامريكيين (بالإنجليزية: All American)‏ هي مسلسل تلفزيوني درامي أمريكي أنشأه أبريل بلير والذي تم عرضه لأول مرة على ذا سي دبليو في 10 أكتوبر 2018.

## روابط خارجية
- جميع الأمريكيين على موقع IMDb (الإنجليزية)
- جميع الأمريكيين على موقع ميتاكريتيك (الإنجليزية)
- جميع الأمريكيين على موقع روتن توميتوز (الإنجليزية)
- جميع الأمريكيين على موقع كينوبويسك (الروسية)
- جميع الأمريكيين على موقع ألو سيني (الفرنسية)
- جميع الأمريكيين على موقع قاعدة بيانات الفيلم (الإنجليزية)